# Shady Grove (comté de McIntosh, Oklahoma)
Pour les articles homonymes, voir Shady Grove et Shady Grove (Oklahoma).
Shady Grove est une census-designated place du comté de McIntosh, dans l'État d'Oklahoma, aux États-Unis,. En 2020, elle compte une population de 487 habitants.